# سوق أوفلة
سوق أوفلة بلدية بولاية بجاية بالجزائر

## أعلام
- محاند السعيد حنوز

## مواضيع ذات صلة
- بلديات ولاية بجاية
- دوائر ولاية بجاية